# GameShark
GameShark是一系列电子游戏作弊卡带，以及多种面向游戏机系统和Windows电脑的产品的品牌名。目前Mad Catz持有这一品牌名，并为PlayStation、Xbox和任天堂游戏机销售GameShark产品。玩家通过Gameshark碟片或卡带，将作弊码载入主机内部或外部存储器，并在游戏载入时运行所选作弊码。

## 功能
当最初的GameShark发布时，它带有4,000个预加载代码。 可以输入代码，但与Game Genie不同的是，代码保存在板载闪存中，以后可以访问，而不必重新输入。 这些墨盒还可以用作存储卡，具有与游戏机的第一方存储卡相同或更大的存储容量。 它最初于1996年1月为世嘉土星和索尼PlayStation游戏机发布。

## 支持平台
GameShark支持产品支持过以下平台：
- Game Boy Color
- Game Boy Advance
- Game Boy Micro
- 任天堂DS
- 任天堂64
- 任天堂GameCube
- PlayStation Portable
- PlayStation
- PlayStation 2
- 世嘉土星
- Dreamcast
- Xbox
- 游戏机模拟器